# Korea Open Tennis Championships
I Korea Open Tennis Championships sono un torneo professionistico di tennis maschile e femminile che si gioca sui campi in cemento all'aperto del Seoul Olympic Park Tennis Center a Seul, in Corea del Sud.

## Storia
Fu inaugurato nel 2004 come torneo femminile facente parte della categoria Tier IV con il nome sponsorizzato Hansol Korea Open e si giocò sui campi in cemento del Seoul Olympic Park Tennis Center. Dal 2009, il torneo divenne di categoria WTA International. Nel 2014 prese il nome sponsorizzato Kia Korea Open. Negli anni successivi venne sponsorizzato anche come KEB Hana Bank-Incheon Airport Korea Open e KEB Hana Bank Korea Open.
L'edizione del 2020 non fu disputata a causa della pandemia di COVID-19. Nel 2021 inizialmente previsto per il mese di settembre nella categoria WTA 250, venne poi declassato a quella WTA 125 e per la prima volta si giocò sul cemento indoor nel mese di dicembre con il nome sponsorizzato Hana Bank Korea Open.
Nel 2022 divenne un combined event, oltre al consueto torneo femminile fu per la prima volta disputato anche il torneo maschile e si riprese a giocare su campi in cemento all'aperto. Per l'occasione, il torneo femminile mantenne lo sponsor Hana Bank e tornò a far parte del circuito maggiore nella categoria dei tornei WTA 250. Il nuovo torneo maschile ebbe invece il nome sponsorizzato Eugene Korea Open Tennis Championships e a sua volta era parte del circuito maggiore, nella categoria ATP Tour 250. Il torneo maschile fu assegnato dall'ATP con una licenza valida per un solo anno per sopperire alle cancellazioni di alcuni tornei del circuito maggiore dovute alla pandemia di COVID-19.
Nel 2024, il torneo femminile venne aumentato di categoria, passando alla categoria WTA 500.

## Albo d'oro

### Singolare maschile
| Anno | Nome                                   | Categoria | Campione           | Finalista        | Punteggio   |
| ---- | -------------------------------------- | --------- | ------------------ | ---------------- | ----------- |
| 2022 | Eugene Korea Open Tennis Championships | ATP 250   | Yoshihito Nishioka | Denis Shapovalov | 6–4, 7–6(5) |

### Doppio maschile
| Anno | Nome                                   | Categoria | Campioni                        | Finalisti                                    | Punteggio |
| ---- | -------------------------------------- | --------- | ------------------------------- | -------------------------------------------- | --------- |
| 2022 | Eugene Korea Open Tennis Championships | ATP 250   | Raven Klaasen Nathaniel Lammons | Nicolás Barrientos Miguel Ángel Reyes Varela | 6–1, 7–5  |

### Singolare femminile
| Anno | Nome                                     | Categoria                             | Campionessa                           | Finalista                             | Punteggio                             |
| ---- | ---------------------------------------- | ------------------------------------- | ------------------------------------- | ------------------------------------- | ------------------------------------- |
| 2004 | Hansol Korea Open                        | Tier IV                               | Marija Šarapova                       | Marta Domachowska                     | 6–1, 6–1                              |
| 2005 | Hansol Korea Open                        | Tier IV                               | Nicole Vaidišová                      | Jelena Janković                       | 7–5, 6–3                              |
| 2006 | Hansol Korea Open                        | Tier IV                               | Eléni Daniilídou                      | Ai Sugiyama                           | 6–3, 2–6, 7–6(3)                      |
| 2007 | Hansol Korea Open                        | Tier IV                               | Venus Williams                        | Marija Kirilenko                      | 6–3, 1–6, 6–4                         |
| 2008 | Hansol Korea Open                        | Tier IV                               | Marija Kirilenko                      | Samantha Stosur                       | 2–6, 6–1, 6–4                         |
| 2009 | Hansol Korea Open                        | International                         | Kimiko Date Krumm                     | Anabel Medina Garrigues               | 6–3, 6–3                              |
| 2010 | Hansol Korea Open                        | International                         | Alisa Klejbanova                      | Klára Zakopalová                      | 6–1, 6–3                              |
| 2011 | Hansol Korea Open                        | International                         | María José Martínez Sánchez           | Galina Voskoboeva                     | 7–6(0), 7–6(2)                        |
| 2012 | KDB Korea Open                           | International                         | Caroline Wozniacki                    | Kaia Kanepi                           | 6–1, 6–0                              |
| 2013 | KDB Korea Open                           | International                         | Agnieszka Radwańska                   | Anastasija Pavljučenkova              | 6(6)–7, 6–3, 6–4                      |
| 2014 | Kia Korea Open                           | International                         | Karolína Plíšková                     | Varvara Lepchenko                     | 6–3, 6(5)–7, 6–2                      |
| 2015 | Kia Korea Open                           | International                         | Irina-Camelia Begu                    | Aljaksandra Sasnovič                  | 6–3, 6–1                              |
| 2016 | Kia Korea Open                           | International                         | Lara Arruabarrena                     | Monica Niculescu                      | 6–0, 2–6, 6–0                         |
| 2017 | KEB Hana Bank-Incheon Airport Korea Open | International                         | Jeļena Ostapenko                      | Beatriz Haddad Maia                   | 6(5)–7, 6–1, 6–4                      |
| 2018 | KEB Hana Bank Korea Open                 | International                         | Kiki Bertens                          | Ajla Tomljanović                      | 7–6(2), 4–6, 6–2                      |
| 2019 | KEB Hana Bank Korea Open                 | International                         | Karolína Muchová                      | Magda Linette                         | 6–1, 6–1                              |
| 2020 | Annullato per pandemia di Coronavirus    | Annullato per pandemia di Coronavirus | Annullato per pandemia di Coronavirus | Annullato per pandemia di Coronavirus | Annullato per pandemia di Coronavirus |
| 2021 | Hana Bank Korea Open                     | WTA 125                               | Zhu Lin                               | Kristina Mladenovic                   | 6–0, 6–4                              |
| 2022 | Hana Bank Korea Open                     | WTA 250                               | Ekaterina Aleksandrova                | Jeļena Ostapenko                      | 7–6(4), 6–0                           |
| 2023 | Hana Bank Korea Open                     | WTA 250                               | Jessica Pegula                        | Yuan Yue                              | 6–2, 6–3                              |
| 2024 | Hana Bank Korea Open                     | WTA 500                               | Beatriz Haddad Maia                   | Dar'ja Kasatkina                      | 1–6, 6–4, 6–1                         |

### Doppio femminile
| Anno | Nome                                     | Categoria                             | Campionesse                                 | Finalise                                  | Punteggio                             |
| ---- | ---------------------------------------- | ------------------------------------- | ------------------------------------------- | ----------------------------------------- | ------------------------------------- |
| 2004 | Hansol Korea Open                        | Tier IV                               | Jeon Mi-ra Cho Yoon-jeong                   | Chuang Chia-jung Hsieh Su-wei             | 6–3, 1–6, 7–5                         |
| 2005 | Hansol Korea Open                        | Tier IV                               | Chan Yung-jan (1) Chuang Chia-jung (1)      | Jill Craybas Natalie Grandin              | 6–2, 6–4                              |
| 2006 | Hansol Korea Open                        | Tier IV                               | Virginia Ruano Pascual Paola Suárez         | Chuang Chia-jung Mariana Díaz Oliva       | 6–2, 6–3                              |
| 2007 | Hansol Korea Open                        | Tier IV                               | Chuang Chia-jung (2) Hsieh Su-wei (1)       | Eléni Daniilídou Jasmin Wöhr              | 6–2, 6–2                              |
| 2008 | Hansol Korea Open                        | Tier IV                               | Chuang Chia-jung (3) Hsieh Su-wei (2)       | Vera Duševina Marija Kirilenko            | 6–3, 6–0                              |
| 2009 | Hansol Korea Open                        | International                         | Chan Yung-jan (2) Abigail Spears (1)        | Carly Gullickson Nicole Kriz              | 6–3, 6–4                              |
| 2010 | Hansol Korea Open                        | International                         | Julia Görges Polona Hercog                  | Natalie Grandin Vladimíra Uhlířová        | 6–3, 6–4                              |
| 2011 | Hansol Korea Open                        | International                         | Natalie Grandin Vladimíra Uhlířová          | Vera Duševina Galina Voskoboeva           | 7–6(5), 6–4                           |
| 2012 | KDB Korea Open                           | International                         | Raquel Kops-Jones Abigail Spears (2)        | Akgul Amanmuradova Vania King             | 2–6, 6–2, [10–8]                      |
| 2013 | KDB Korea Open                           | International                         | Chan Chin-wei Xu Yifan                      | Raquel Kops-Jones Abigail Spears          | 7–5, 6–3                              |
| 2014 | Kia Korea Open                           | International                         | Lara Arruabarrena (1) Irina-Camelia Begu    | Mona Barthel Mandy Minella                | 6–3, 6–3                              |
| 2015 | Kia Korea Open                           | International                         | Lara Arruabarrena (2) Andreja Klepač        | Kiki Bertens Johanna Larsson              | 3–6, 6–2, [10–6]                      |
| 2016 | Kia Korea Open                           | International                         | Kirsten Flipkens Johanna Larsson (1)        | Akiko Ōmae Peangtarn Plipuech             | 6–2, 6–3                              |
| 2017 | KEB Hana Bank-Incheon Airport Korea Open | International                         | Kiki Bertens Johanna Larsson (2)            | Luksika Kumkhum Peangtarn Plipuech        | 6–4, 6–1                              |
| 2018 | KEB Hana Bank Korea Open                 | International                         | Choi Ji-hee (1) Han Na-lae (1)              | Hsieh Shu-ying Hsieh Su-wei               | 6–3, 6–2                              |
| 2019 | KEB Hana Bank Korea Open                 | International                         | Lara Arruabarrena (3) Tatjana Maria         | Hayley Carter Luisa Stefani               | 7–6(7), 3–6, [10–7]                   |
| 2020 | Annullato per pandemia di Coronavirus    | Annullato per pandemia di Coronavirus | Annullato per pandemia di Coronavirus       | Annullato per pandemia di Coronavirus     | Annullato per pandemia di Coronavirus |
| 2021 | Hana Bank Korea Open                     | WTA 125                               | Choi Ji-hee (2) Han Na-lae (2)              | Valentini Grammatikopoulou Réka Luca Jani | 6–4, 6–4                              |
| 2022 | Hana Bank Korea Open                     | WTA 250                               | Kristina Mladenovic Yanina Wickmayer        | Asia Muhammad Sabrina Santamaria          | 6–3, 6–2                              |
| 2023 | Hana Bank Korea Open                     | Marie Bouzková Bethanie Mattek-Sands  | Luksika Kumkhum Peangtarn Plipuech          | 6–2, 6–1                                  |                                       |
| 2024 | Hana Bank Korea Open                     | WTA 500                               | Nicole Melichar-Martinez Ljudmila Samsonova | Miyu Katō Zhang Shuai                     | 6–1, 6–0                              |